# Acacia tarculensis
Acacia tarculensis é uma espécie de leguminosa do gênero Acacia, pertencente à família Fabaceae.